# These Are Powers
These Are Powers er et noise indie-rockband fra Brooklyn, New York og Chicago, Illinois, dannet i 2006. De gennemgående medlemmer er Anna Barie (vokal), Pat Noecker (guitar), og Bill Salas (trommer). De er repræsentanter for undergenren New Weird America.

## Diskografi

### Album
- Terrific Seasons (2007) Hoss Records, (re-released 2008) Dead Oceans Records
- Taro Tarot, (2008) Hoss Records, (re-released 2008) Dead Oceans Records
- Taro Tarot (2008) Deleted Art (vinyl release)
- All Aboard Future, (2009) Dead Oceans

### 7"
- Silver Lung b/w Funeral Xylophone (2007) Elsie and Jack Recordings

### Splits
- Cockles 7" med The Creeping Nobodies (2008) Army of Bad Luck

### Compilationer
- Love And Circuits on Cardboard Records (2007)
- The South Angel Remixes CD-R (2006)
- These Are Powers S/T CD-R and Cassette (2006)